# منعكس القبض

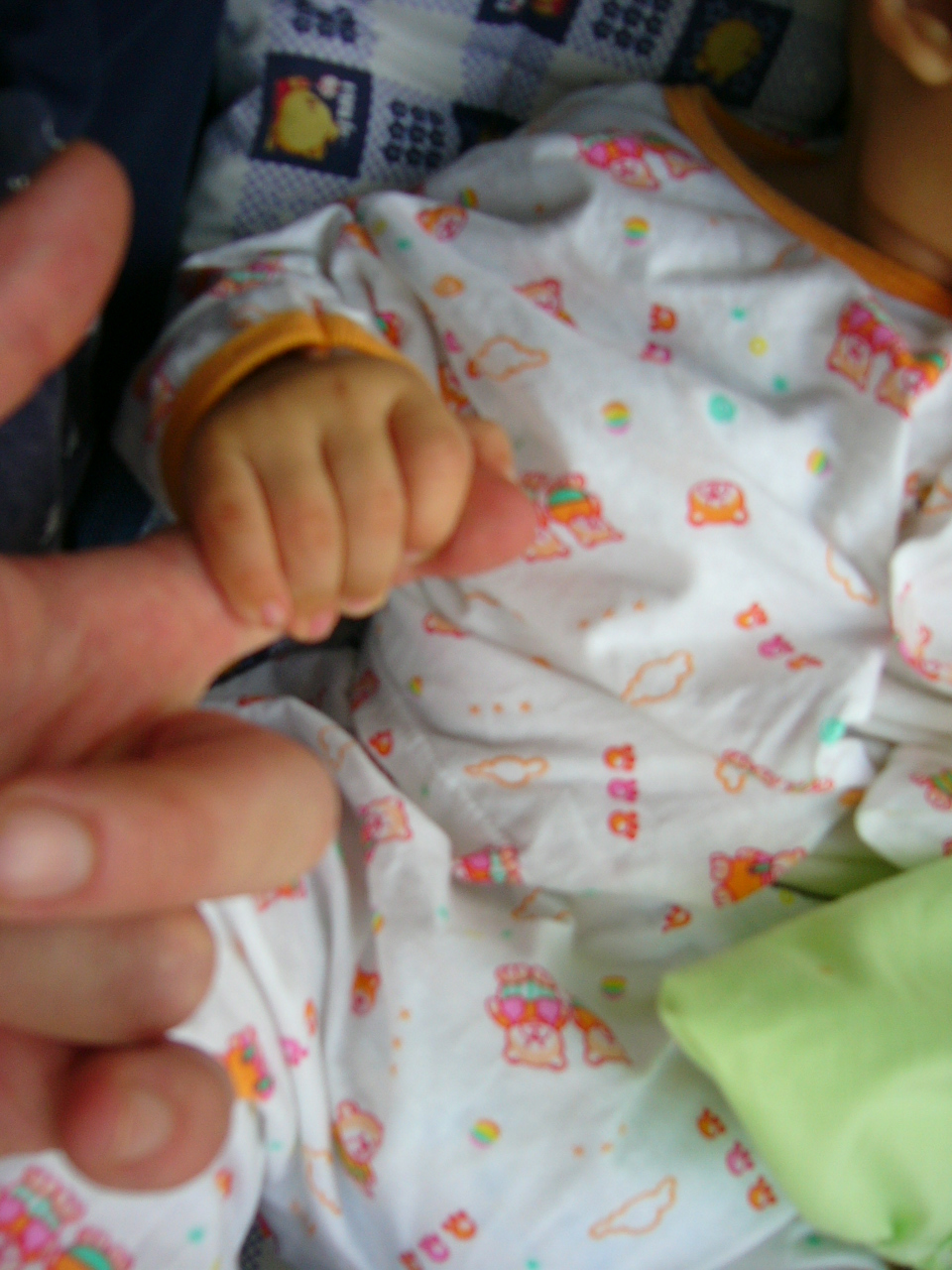
منعكس القبض لدى رضيع (5 أشهر)

مُنْعَكَسُ القَبْض (بالإنجليزية: grasp reflex)‏ أو منعكس القبض الراحي (بالإنجليزية: Palmar grasp reflex)‏، هو إحدى المنعكسات البدائية. عندما يوضع جسم ما في يد رضيع وراحة يد الطفل مفتوحة، فإن الأصابع ستغلق بشكل انعكاسي، حيث يتم اغتنام الأجسام عن طريق قبضة راحة اليد. يمكن تحفيز الحركة العكسية عن طريق مداعبة ظهر اليد.
يمكن للجنين أن يُظِهرَ المُنعكس في الرحم في وقت مبكر ابتداءً من الأسبوع الـ 16 من فترة الحمل، ويستمر ظهوره حتى خمسة أو ستة أشهر من العمر.